# کیلکی
کیلکی (به انگلیسی: Kilkeel) یک شهرک و پریش (تقسیمات اداری) در بریتانیا است که در شهرستان داون واقع شده‌است. کیلکی ۶٬۳۳۸ نفر جمعیت دارد.